# Leuciscinae

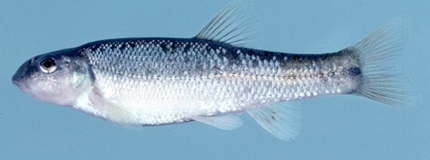
Exoglossum laurae

Leuciscinae è una sottofamiglia di pesci d'acqua dolce appartenenti alla famiglia Cyprinidae.

## Generi
Il genere comprende 557 specie (2013), suddivise in 89 generi:
- Abramis
- Acanthalburnus
- Acanthobrama
- Achondrostoma
- Acrocheilus
- Agosia
- Algansea
- Anaecyprus
- Aspius
- Aztecula
- Ballerus
- Blicca
- Campostoma
- Chondrostoma
- Chrosomus
- Clinostomus
- Codoma
- Couesius
- Cyprinella
- Delminichthys
- Dionda
- Eremichthys
- Ericymba
- Erimystax
- Evarra
- Exoglossum
- Gila
- Hemitremia
- Hesperoleucus
- Hybognathus
- Hybopsis
- Iberochondrostoma
- Iberocypris
- Iotichthys
- Kottelatia
- Ladigesocypris
- Lavinia
- Lepidomeda
- Leucaspius
- Leuciscus
- Luxillus
- Lytrhurus
- Macrhybopsis
- Margaricus
- Meda
- Moapa
- Mylocheilus
- Mylopharodon
- Nolomis
- Notemigonus
- Notropis
- Opsopoeodus
- Oregonichthys
- Orthodon
- Pachychilon
- Parachondrostoma
- Parhinichthys
- Pelasgus
- Pelegus
- Petroleuciscus
- Phenacobius
- Phoxinus
- Pimephales
- Plagopterus
- Platygobio
- Pogonichthys
- Protochondrostoma
- Pseudochondrostoma
- Pseudophoxinus
- Pteronotropis
- Ptychocheilus
- Rasbosoma
- Relictus
- Rhinichthys
- Rhynchocypris
- Richardsonius
- Rutilus
- Scardinius
- Semotilus
- Siphateles
- Snyderichtys
- Squalius
- Stypodon
- Tampichthys
- Telestes
- Tribolodon
- Tropidophoxinellus
- Vimba
- Yuriria